# Euphorbia neoarborescens
Euphorbia neoarborescens es una especie fanerógama perteneciente a la familia de las euforbiáceas. Es endémica de Tanzania.

## Descripción
Es una planta suculenta con ciatios terminales.	Arbusto escasamente ramificado y erecto que alcanza el tamaño de 3,5-4,25 m de altura, tallo de 8-10 cm de espesor; obtusamente 5-angulado, con proyecciones superficiales dispersas a lo largo de los ángulos de vez en cuando, coronadas por una diminuta espina dorsal de color marrón rojizo, con láminas sésiles, carnosas, obovadas , de ± 25 x 15 cm.

## Ecología
Se encuentra esparcida en el suelo de arena rojiza entre los árboles dominantes de Euphorbia ussanguensis; Adenium obesum y arbustos leñosos e hierbas típicas de la vegetación xerófila, muy locales, a una altitud de 900 metros.
Fue recopilada en 1943 y 1986. Ahora es bien conocida en las colecciones, de fácil cultivo. Está cercana de Monadenium coccineum.

## Taxonomía
Euphorbia neoarborescens fue descrita por Peter Vincent Bruyns y publicado en Taxon 55: 413. 2006.
Etimología
Euphorbia: nombre genérico que deriva del médico griego del rey Juba II de Mauritania (52 a 50 a. C. - 23), Euphorbus, en su honor – o en alusión a su gran vientre –  ya que usaba médicamente Euphorbia resinifera. En 1753 Carlos Linneo asignó el nombre a todo el género.
neoarborescens: epíteto latino compuesto de neo = "nuevo" y arborescens = "con forma de árbol".
Sinonimia
- Monadenium arborescens P.R.O.Bally[5]